# 柳湖镇 (平凉市)
柳湖镇，是中华人民共和国甘肃省平凉市崆峒区下辖的一个乡镇级行政单位。
2015年，甘肃省民政厅批复同意撤销柳湖乡，设立柳湖镇。

## 行政区划
柳湖镇下辖以下地区：
新李村、永红村、赵堡村、八里村、麻黄湾村、土坝村、南台村、柳湖村、泾滩村、保丰村、十里铺村、王坪村、马家庄村和杜家沟村。